# Neoitamus sedlaceki
Neoitamus sedlaceki är en tvåvingeart som beskrevs av Joseph och Parui 1987. Neoitamus sedlaceki ingår i släktet Neoitamus och familjen rovflugor.
Artens utbredningsområde är Nepal. Inga underarter finns listade i Catalogue of Life.